# Транспорт Сьєрра-Леоне
Транспорт Сьєрра-Леоне представлений автомобільним , залізничним , повітряним , водним (морським) , у населених пунктах  та у міжміському сполученні діє громадський транспорт пасажирських перевезень. Площа країни дорівнює 71 740 км² (119-те місце у світі). Форма території країни — відносно компактна; максимальна дистанція з півночі на південь — 355 км, зі сходу на захід — 305 км. Географічне положення Сьєрра-Леоне дозволяє країні контролювати морські транспортні шляхи між Америкою, Європою та Азією з Австралією; сухопутне сполучення між країнами Західної Африки.

## Автомобільний
Загальна довжина автошляхів у Сьєрра-Леоне, станом на 2002 рік, дорівнює 11 300 км, з яких 904 км із твердим покриттям і 10 396 км без нього (131-ше місце у світі).

## Повітряний
У країні, станом на 2013 рік, діє 8 аеропортів (164-те місце у світі), з них 1 із твердим покриттям злітно-посадкових смуг і 7 із ґрунтовим. Аеропорти країни за довжиною злітно-посадкових смуг розподіляються так (у дужках окремо кількість без твердого покриття):
- довші за 10 тис. футів (>3047 м) — 1 (0);
- від 5 тис. до 3 тис. футів (1523—914 м) — 0 (7);[1]. Кількість зареєстрованих

У країні авіапідприємств, станом на 2015 рік, невідома. За 2015 рік загальний пасажирообіг на внутрішніх і міжнародних рейсах становив 50,5 тис. осіб. 2015 року повітряним транспортом перевезення вантажів, окрім багажу пасажирів, не здійснювалось.
У країні, станом на 2013 рік, споруджено і діє 2 гелікоптерні майданчики.
Сьєрра-Леоне є членом Міжнародної організації цивільної авіації (ICAO). Згідно зі статтею 20 Чиказької конвенції про міжнародну цивільну авіацію 1944 року, Міжнародна організація цивільної авіації для повітряних суден країни, станом на 2016 рік, закріпила реєстраційний префікс — 9L, заснований на радіопозивних, виділених Міжнародним союзом електрозв'язку (ITU). Аеропорти Сьєрра-Леоне мають літерний код ІКАО, що починається з — SL.

## Водний

### Морський
Головні морські порти країни: Фрітаун, Пепел, Шербро.
Морський торговий флот країни, станом на 2010 рік, складався з 215 морських суден з тоннажем понад 1 тис. реєстрових тонн (GRT) кожне (34-те місце у світі), з яких: балкерів — 22, суховантажів — 120, інших вантажних суден — 2, танкерів для хімічної продукції — 19, контейнеровозів — 6, газовозів — 3, вантажно-пасажирських суден — 2, нафтових танкерів — 28, рефрижераторів — 7, ролкерів — 4, спеціалізованих танкерів — 1, автовозів — 1.
Станом на 2010 рік, кількість морських торгових суден, що ходять під прапором країни, але є власністю інших держав — 98 (Бангладеш — 1, Китайської Народної Республіки — 19, Кіпру — 2, Єгипту — 3, Естонії — 2, Гонконгу — 7, Японії — 4, Лівану — 2, Північної Кореї — 2, Румунії — 2, Російської Федерації — 7, Сінгапуру — 9, Сирії — 13, Тайваню — 7, Туреччини — 9, Об'єднаних Арабських Еміратів — 1, Великої Британії — 1, України — 5, Ємену — 2).

### Річковий
Загальна довжина судноплавних ділянок річок і водних шляхів, доступних для суден з дедвейтом понад 500 тонн, 2011 року становила 800 км (71-ше місце у світі). Лише 600 км судноплавні впродовж усього року.

## Державне управління
Держава здійснює управління транспортною інфраструктурою країни через окремі галузеві міністерства комунального господарства, житла та інфраструктури і транспорту та авіації. Станом на 21 липня 2014 року міністерства в уряді Ернеста Бай Короми очолювали Елімені Корома і Балогун Корома, відповідно.

### Українською
- Атлас. 10-11 клас. Економічна і соціальна географія світу / упорядники :  О. Я. Скуратович, Н. І. Чанцева. — К. : ДНВП «Картографія», 2010. — ISBN 978-966-475-639-3.
- Атлас світу / голов. ред. І. С. Руденко ; зав. ред. В. В. Радченко ; відп. ред. О. В. Вакуленко. — К. : ДНВП «Картографія», 2005. — 336 с. — ISBN 9666315467.
- Безуглий В. В. Економічна і соціальна географія зарубіжних країн : Навчальний посібник. — К. : ВЦ «Академія», 2007. — 704 с. — ISBN 978-966-580-239-6.
- Безуглий В. В., Козинець С. В. Регіональна економічна і соціальна географія світу : Навчальний посібник. — видання 2-ге, доп., перероб. — К. : ВЦ «Академія», 2007. — 688 с. — ISBN 966-580-144-9.
- Головченко В., Кравчук О. Країнознавство: Азія, Африка, Латинська Америка, Австралія і Океанія. — К., 2006. — 335 с. — ISBN 966-8939-04-2.
- Дахно І. І. Країни світу: Енциклопедичний довідник / І. І. Дахно, С. М. Тимофієв. — К. : Мапа, 2011. — 606 с. — (Бібліотека нового українця) — ISBN 978-966-8804-23-6.
- Дахно І. І. Економічна географія зарубіжних країн : навчальний посібник. — К. : Центр учбової літератури, 2014. — 319 с. — ISBN 978-611-01-0682-5.
- Дорошенко В. І. Географія транспорту : Навчальний посібник / В. І. Дорошенко, К. Д. Діденко. — К. : Київський нац. ун-т ім. Т. Шевченка, 2010. — 183 с. — ISBN 978-966-439-329-1.
- Дубович І. А. Країнознавчий словник-довідник. — 5-те вид., перероб. і доп. — К. : Знання, 2008. — 839 с. — ISBN 978-966-346-330-8.
- Економічна і соціальна географія країн світу : Навчальний посібник / За ред. С. П. Кузика. — Л. : Світ, 2002. — 672 с. — ISBN 966-603-178-7.
- Зарубіжна транспортна географія : навчальний посібник / уклад. : Петрашевський О. Л. и др. — К. : Національний транспортний університет, 2015. — 95 с. — ISBN 978-966-632-227-5.
- Книш М. М., Мамчур О. І. Регіональна економічна і соціальна географія світу (Латинська Америка та Карибські країни, Африка, Азія, Океанія) : навч. посіб. — Л. : ЛНУ ім. Івана Франка, 2013. — 368 с. — ISBN 978-617-10-0007-0.
- Юрківський В. М. Регіональна економічна і соціальна географія. Зарубіжні країни : Підручник. — К. : Либідь, 2001. — 416 с. — ISBN 966-06-0092-5.

### Англійською
- (англ.) Modern Transport Geography / Hoyle, B. and R. Knowles (eds). — Second Edition,. — London : Wiley, 1998.
- (англ.) Rodrigue, J-P. The Geography of Transport Systems. — Fourth Edition. — N. Y. : Routledge, 2017. — 440 с. — ISBN 978-1138669574.
- (англ.) Taaffe E. J., Gauthier H. L. and O'Kelly M. E. Geography of transportation. — Second Edition. — N. Y. : Prentice Hall, 1996. — ISBN 0-13-368572-1.
- (англ.) Black, W. Transportation: A Geographical Analysis. — N. Y. : Guilford, 2003.

### Російською
- (рос.) Сьерра-Леоне // Африка / гл. ред. А. А. Громыко. — М. : Советская энциклопедия, 1986. — Т. 2. — С. 419.
- (рос.) Максаковский В. П. Географическая картина мира. Книга I: Общая характеристика мира. — М. : Дрофа, 2008. — 495 с. — ISBN 978-5-358-05275-8.
- (рос.) Максаковский В. П. Географическая картина мира. Книга II: Региональная характеристика мира. — М. : Дрофа, 2009. — 480 с. — ISBN 978-5-358-06280-1.
- (рос.) Страны Африки. Политико-экономический справочник / ред. В. Солодовников, В. Румянцев. — М. : Издательство политической литературы, 1969. — 318 с.
- (рос.) Физико-географический атлас мира. — М. : Академия наук СССР и главное управление геодезии и картографии ГГК СССР, 1964. — 298 с.
- (рос.) Шаповал Н. С. Транспортная география и транспортные системы мира : учебное пособие. — К. : Центр учбової літератури, 2006. — 188 с. — ISBN 000-0000-00-4.
- (рос.) Экономическая, социальная и политическая география мира. Регионы и страны / под ред. С. Б. Лаврова, Н. В. Каледина. — М. : Гардарики, 2002. — 928 с. — ISBN 5-8297-0039-5.
- (рос.) Энциклопедия стран мира / глав. ред. Н. А. Симония. — М. : НПО «Экономика» РАН, отделение общественных наук, 2004. — 1319 с. — ISBN 5-282-02318-0.